# Bulbophyllum cardiobulbum
Bulbophyllum cardiobulbum là một loài phong lan thuộc chi Bulbophyllum.